# 中央人民政府司法部
中央人民政府司法部是根据1949年9月27日中国人民政治协商会议第一届全体会议通过的《中华人民共和国中央人民政府组织法》第十八条的规定，于1949年11月1日设置的一个中央人民政府政务院部门。1954年9月，第一届全国人民代表大会第一次会议在北京召开，会议通过了《中华人民共和国宪法》和《中华人民共和国国务院组织法》，成立中华人民共和国国务院。根据国务院《关于设立、调整中央和地方国家机关及有关事项的通知》，中央人民政府司法部即告结束。国务院按照《国务院组织法》的规定，将原中央人民政府司法部改为中华人民共和国司法部，接替相关工作，成为国务院组成部门。

## 部门工作
按照相关规定，中央人民政府司法部在政务院政治法律委员会的指导下展开工作。
根据1949年12月30日中央人民政府委员会批准的《中央人民政府司法部试行组织条例》的规定，司法部“主持全国司法行政事宜”，其任务是：
- 关于司法行政政策的厘订事项。
- 商同最高人民法院、最高人民检察署及大行政区人民政府或省（市）人民政府办理地方检审机关之设置、废止或合并及其管辖区的划分与变更事项。
- 关于司法干部之教育训练事项。
- 关于司法干部之登记、分配、任免事项。
- 关于全国诉讼案件种类、数量及其社会原因之统计事项。
- 关于犯人改造监管机关之设置、废止、合并指导、监督事项。
- 关于司法经费之厘定事项。
- 关于有关司法法令、政策之宣传事项。
- 关于律师之登记、甄拔、分配、组织于指导事项。
- 关于公证管理事项。
- 关于各地方司法机关有关事发行政事务之询问解答事项。
- 关于各地方司法机关有关事发行政事务处分抵触法令或不适宜之撤销与纠正事项。
- 关于各地方司法机关行政之监督与检查事项。
- 关于各地方司法机关积案之调查事项。
- 关于其他属于司法行政之事项。

## 历史
1949年10月1日中华人民共和国中央人民政府成立，11月1日在原华北人民政府司法部的基础上组建，设立中央人民政府司法部。
1949年12月，司法部机关设置为1厅5司1室。
1950年11月3日，中央人民政府政务院决定将监狱、劳动改造队和看守所移交中央人民政府公安部管理。司法部相应撤销了主管狱政工作的第三司，新建负责调查研究、督导视察工作的第三司。
1952年初，为执行中央人民政府政务院关于调整机构紧缩编制的决定，中央人民政府政务院政治法律委员会、最高人民法院、最高人民检察署、中央人民政府司法部、法制委员会等五个机关成立联合办公机构，合署办公。中央人民政府司法部内部机构设置首长办公室、司法行政组、干部训练组，编制精简为原来的38%。
1953年4月，第二届全国司法工作会议召开后，为了保卫经济建设，中央人民政府司法部增加了建立铁路运输法院和水上运输法院的任务，部内机关机构调整为设置：办公厅、普通法院管理司、专门法院管理司、干部教育司、法律宣传司和专门委员会。
1954年9月，第一届全国人民代表大会第一次会议在北京召开，会议通过了《中华人民共和国宪法》和《中华人民共和国国务院组织法》，成立中华人民共和国国务院。根据国务院《关于设立、调整中央和地方国家机关及有关事项的通知》，中央人民政府司法部即告结束。国务院按照《国务院组织法》的规定，将原中央人民政府司法部改为中华人民共和国司法部，接替相关工作，成为国务院的组成部门。

## 组织结构
1949年12月中央人民政府司法部的组织结构：
- 中央人民政府司法部
  - 办公厅（文书、人事、行政）
  - 一司（司法行政）
  - 二司（律师、公证）
  - 三司（狱政）
  - 四司（教育、训练）
  - 五司（宣传、视察）
  - 专门委员室

1953年4月后中央人民政府司法部的组织结构：
- 中央人民政府司法部
  - 办公厅
  - 普通法院管理司
  - 专门法院管理司
  - 干部教育司
  - 法律宣传司
  - 专门委员会

## 历任部长
- 史良（1949年11月-1954年9月）

## 副部长
- 李木庵
- 魏文伯（原中央人民政府最高人民检察署华东分署检察长，1952年11月）
- 陈养山（原华北行政委员会政治法律委员会副主任，公安局局长，1954年8月任）
- 郑绍文（原最高人民法院中南分院院长，1954年9月）